# 异康氏菌属
异康氏菌属（学名：Aliikangiella），也称别样康氏菌属，是康氏菌科下的一个属。

## 下属物种
本属包括以下物种：
- Aliikangiella marina Wang et al., 2015
- 栖珊瑚别样康氏菌 Aliikangiella coralliicola Wang Guanghua, et al., 2020，珊瑚异康氏杆菌